# Tom Barth (Biathlet)
Tom Barth (* 20. Mai 1990) ist ein ehemaliger deutscher Biathlet.
Tom Barth startet für den TuS Dippoldiswalde 1992 e. V. Er gab sein internationales Debüt bei den Junioren-Weltmeisterschaften 2010 in Torsby, wo er im Einzel und im Sprint Bronzemedaillen gewann und im Verfolgungsrennen Neunter wurde. Mit Johannes Kühn, Benedikt Doll und Manuel Müller gewann er zudem den Titel im Staffelrennen. Ein Jahr später gewann er in Nové Město na Moravě mit Steffen Bartscher, Doll und Kühn erneut den Titel. War er 2010 noch der Start- war er nun der Schlussläufer. Im Einzel verpasste er zum bislang einzigen Mal als Elfter eine Top-Ten-Platzierung. Im Sprint gewann er seinen ersten Titel in einem Einzelrennen und wurde zudem Dritter im Verfolgungswettkampf. Bei den Biathlon-Europameisterschaften 2011 in Ridnaun kam er zunächst für das Einzel bei den Junioren zum Einsatz und wurde dort Fünfter. Im Sprint wurde Barth bei den Männern eingesetzt, wurde Zehnter im Sprint und verpasste als Vierter im Verfolger eine Medaille nur knapp.